# Chevrolet Lakewood
Der Chevrolet Lakewood ist ein 5-türiger Kombi, der zum US-amerikanischen Automobilhersteller General Motors (GM) gehörenden Automobilmarke Chevrolet, der in den Modelljahren 1961 und 1962 hergestellt wurde. Der Lakewood war die Kombiversion des Corvair und damit das Einstiegsmodell der Kombipalette des Herstellers. Er hatte den Heckmotor des Corvair mit 2376 cm³ Hubraum und einer Leistung von 80 bhp (59 kW) bei 4400/min. Der Radstand betrug, wie beim Corvair, 2743 mm. Es wurde ein manuelles Dreiganggetriebe verbaut. Der ab 1968 gebaute VW Typ 4 entsprach in Größe und Auslegung etwa dem Lakewood. 
1961 war der Lakewood als Corvair Serie 500 in einfacher Ausstattung oder als Corvair Deluxe Serie 700 in gehobener Ausstattung erhältlich. Im Folgejahr hieß die einfache Ausstattung Corvair Serie 700 und die gehobene Corvair Monza Serie 900. In der Serie 900 hatte der Motor 84 bhp (62 kW) und war mit einer PowerGlide-Zweistufenautomatik verbunden.
1963 wurden keine Corvair-Kombis mehr angeboten. Insgesamt entstanden 32.120 Exemplare in zwei Jahren, davon nur 2362 Stück (nur 1962) mit automatischem Getriebe.

## Literatur

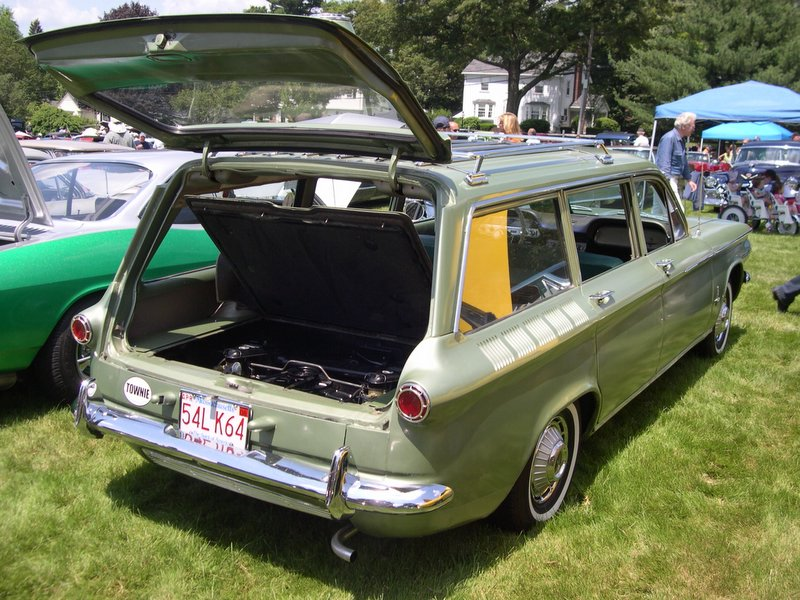
Heckansicht